# Ben Saïd Abdallah
Ben Saïd Abdallah (né le 1er septembre 1924 à Rabat au Maroc) est un athlète français, spécialiste des courses de fond. 

## Biographie
Deuxième des championnats de France 1948, il fait partie de la délégation française lors des Jeux olympiques d'été de Londres. Engagé dans l'épreuve du 10 000 mètres, il se classe sixième de la finale dans le temps de 31 min 7 s 8 dans une course remportée par Emil Zátopek.

### Palmarès
| Date | Compétition     | Lieu    | Résultat | Épreuve  |
| ---- | --------------- | ------- | -------- | -------- |
| 1948 | Jeux olympiques | Londres | 6e       | 10 000 m |

### Records
| Épreuve  | Performance   | Lieu     | Date            |
| -------- | ------------- | -------- | --------------- |
| 10 000 m | 31 min 02 s 8 | Colombes | 11 juillet 1948 |